# ハラタケ目
ハラタケ目 (ハラタケもく、Agaricales) はキノコの分類。子実体は、柄と傘からなり、イグチ科はしっかりしているが、それ以外は柔らかく壊れやすい。虫に食べられていることも多い。傘の裏にはひだ、もしくは管孔があり、そこから胞子を飛ばす。ひだや管孔は幼菌では白いものが多いが、胞子が成熟すると色が変わるものも多い。胞子の色は科を調べる重要な手がかりになる。マツタケやシイタケ等、食用になるものも多いが、毒キノコの大半がハラタケ目に属している。

## 種類

### 一般的な分類
- ヒラタケ科 Pleurotaceae
マツオウジ属を除きヒラタケ目とし、マツオウジ属をカンゾウタケ目に移す説が提唱されている。
- ヌメリガサ科 Hygrophoraceae
- キシメジ科 Tricholomataceae
シイタケ属をキシメジ科からヒラタケ目ヒラタケ科に移す説が提唱されている。
- テングタケ科 Amanitaceae
- ウラベニガサ科 Pluteaceae
- ハラタケ科 Agaricaceae
- ナヨタケ科 Psathyrellaceae
- オキナタケ科 Bolbitiaceae
- モエギタケ科 Strophariaceae
- フウセンタケ科 Cortinariaceae
- チャヒラタケ科 Crepidotaceae
- イッポンシメジ科 Entolomataceae
- ヒダハタケ科 Paxillaceae
- オウギタケ科 Gomphidiaceae
- イグチ科 Boletaceae
- ベニタケ科 Russulaceae
ベニタケ目とする説が提唱されている。
- ヒメノガステル科 Hymenogastraceae

### 塩基配列等による分類
- キシメジ科 Tricholomataceae
- モエギタケ科 Strophariaceae
- カンゾウタケ科 Fistulinaceae
- スエヒロタケ科 Schizophyllaceae
- ヒラタケ科 Pleurotaceae
- ホウライタケ科 Marasmiaceae
- ヒトヨタケ科 Coprinaceae
- ハラタケ科 Agaricaceae
- ホコリタケ科 Lycoperdaceae
- ケシボウズタケ科 Tulostomataceae
- チャダイゴケ科 Nidulariaceae
- ウラベニガサ科 Pluteaceae
- フウセンタケ科 Cortinariaceae

この分類ではオウギタケ科とイグチ科がイグチ目になるが、イグチ目とハラタケ目はかなり似ていることが分かっている。一方、ベニタケ科はベニタケ目だが、ベニタケ目とハラタケ目はかなり遠いことが分かっている。
その他、ロルフ・シンガーはハラタケ目の下にハラタケ亜目、イグチ亜目、ベニタケ亜目を置くなど様々な分類が存在する。
以下の分類は、Vizzini et al. (2024) による。
- 亜目 Agaricineae
  - ハラタケ科 Agaricaceae (＝ヒトヨタケ科Coprinaceae, ホコリタケ科Lycoperdaceae, Podaxaceae, ケシボウズタケ科Tulostomataceae)
  - オキナタケ科 Bolbitiaceae
  - フウセンタケ科 Cortinariaceae
  - 科 Crassisporiaceae
  - チャヒラタケ科 Crepidotaceae
  - 科 Galeropsidaceae
  - ヒドナンギウム科 Hydnangiaceae - キツネタケLaccaria laccataなど
  - ヒメノガステル科 Hymenogastraceae (＝Chromocyphellaceae)
  - アセタケ科 Inocybaceae
  - 科 Mythicomycetaceae
  - チャダイゴケ科 Nidulariaceae
  - ナヨタケ科 Psathyrellaceae
  - カブラマツタケ科 Squamanitaceae - コガネタケ属Phaeolepiotaなど
  - モエギタケ科 Strophariaceae
  - チャムクエタケ科 Tubariaceae
- 亜目 Clavariineae
  - シロソウメンタケ科 Clavariaceae
- 亜目 Hygrophorineae
  - 科 Cantharellulaceae
  - 科 Cuphophyllaceae - ホテイシメジ属Ampulloclitocybeなど
  - 科 Hygrocybaceae - ワカクサタケ属Gliophorus、アカヤマタケ属Hygrocybeなど
  - ヌメリガサ科 Hygrophoraceae - Haasiella属、ヌメリガサ属Hygrophorus
  - 科 Lichenomphaliaceae - イトアミゴケ属Cyphellostereum、ケットゴケ属Dictyonema、アオウロコタケ属Lichenomphaliaなど
- 亜目 Marasmiineae
  - フウリンタケ科 Cyphellaceae
  - 科 Cystostereaceae
  - ホウライタケ科 Marasmiaceae
  - クヌギタケ科 Mycenaceae
  - ツキヨタケ科 Omphalotaceae
  - タマバリタケ科 Physalacriaceae
  - 科 Porotheleaceae - Hydropodia属など
  - 科 Xeromphalinaceae - Heimiomyces属、ヒメカバイロタケ属Xeromphalina
- 亜目 Phyllotopsidineae
  - 科 Aphroditeolaceae
  - キヒラタケ科 Phyllotopsidaceae - Phyllotopsis属、Tricholomopsis属など
  - フサタケ科 Pterulaceae
  - アカギンコウヤクタケ科 Radulomycetaceae
  - 科 Sarcomyxaceae - Tectella属など
  - 科 Stephanosporaceae
- 亜目 Pleurotineae
  - カンゾウタケ科 Fistulinaceae
  - ヒラタケ科 Pleurotaceae
  - 科 Resupinataceae
  - スエヒロタケ科 Schizophyllaceae
  - 科 ?Cyphellopsidaceae
- 亜目 Pluteineae
  - テングタケ科 Amanitaceae
  - 科 Limnoperdaceae
  - 科 Melanoleucaceae
  - ウラベニガサ科 Pluteaceae
  - 科 Volvariellaceae
- 亜目 Tricholomatineae
  - 科 Biannulariaceae
  - ヒメキシメジ科 Callistosporiaceae
  - 科 Clitocybaceae - ハイイロシメジ属Clitocybe、ヤグラタケモドキ属Collybia、ムラサキシメジ属Lepistaなど
  - イッポンシメジ科 Entolomataceae
  - 科 Fayodiaceae
  - シメジ科 Lyophyllaceae (＝Asproinocybaceae)
  - 科 Macrocystidiaceae
  - 科 Omphalinaceae - Omphalina属、カヤタケ属Infundibulicybe
  - 科 Paralepistaceae
  - 科 Pseudoclitocybaceae
  - 科 Pseudoomphalinaceae
  - キシメジ科 Tricholomataceae
  - （所属科不明）Hertzogia属
  - （所属科不明）Paralepistopsis属

- 亜目 Typhulineae
  - 科 Typhulaceae

## 分類
日本の多くの本では、菌界（Fungi）真菌門（Eumycota）担子菌亜門（Basidiomycotina）真正担子菌綱（Eubasidiomycetes）帽菌亜綱（Hymenomycetidae）に分類されている。これは古い分類である。